# 21 cm Nebelwerfer 42
Le 21 cm Nebelwerfer 42 (21 cm NbW 42) est un lance-roquette allemand utilisé dans la Wehrmacht au cours de la Seconde Guerre mondiale.

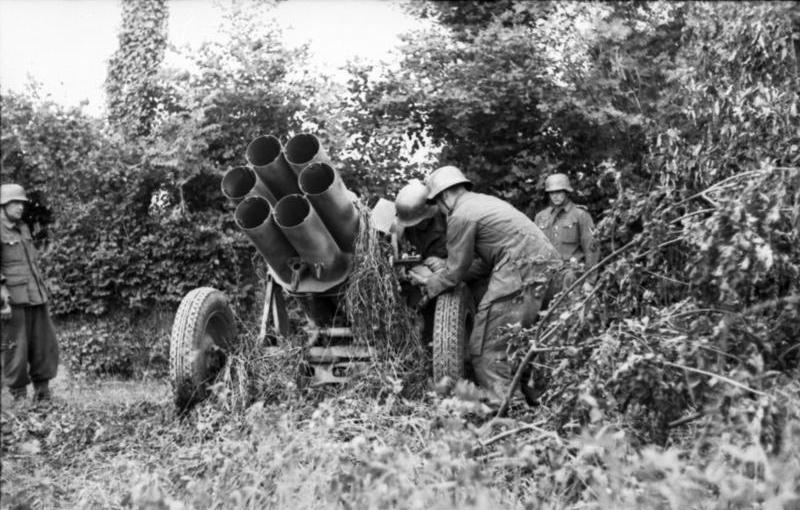
Soldats allemands utilisant le Nebelwerfer 21 en France en 1944.

Sa portée est de 7 900 m. En 5 minutes, il tire 3 salves lançant chacune 5 roquettes en 8 secondes.
Ses tubes ont un calibre de 21 cm.